# ادلوانگ
ادلوانگ (به آلمانی: Adlwang) یک سکونتگاه مسکونی در اتریش است که در Steyr-Land District واقع شده‌است.

## خصوصیات
ادلوانگ ۱۷ کیلومترمربع مساحت دارد ۴۲۲ متر بالاتر از سطح دریا واقع شده‌است.